# Johann Georg Reinhardt
Johann Georg Reinhardt (Ochsenfurt, 1676/1677 - Wenen, 6 november 1742) was een Oostenrijks organist, componist en kapelmeester. Hij werkte vanaf 1701 aan het keizerlijk hof te Wenen.

## Levensloop
Reinhardt werd in Wenen opgevangen door zijn oom Kilian Reinhardt die hem introduceerde hij de keizerlijke hofkapel. Hij kreeg daar in oktober 1701 een aanstelling als assistent van de organisten. In 1710 kreeg hij de functie van vaste hoforganist, maar moest in 1712 alsnog genoegen nemen met een tweede plek achter organist Georg Reutter. Pas toen Reutter in 1728 met pensioen ging, kon Reinhardt diens positie als eerste organist overnemen.
In 1723 was hij betrokken bij de productie van de opera Constanza e Forteza. Deze opera was gecomponeerd door Johann Joseph Fux ter ere van de kroning van Karel VI tot koning van Tsjechië.
Van 1727 tot 1742 werkte Reinhardt als kapelmeester in de Stephansdom. Hij was sinds 1725 reeds betrokken bij de Bruderschaft der Tonkünstler unter dem Schutze der heiligen Cäcilia bei St. Stephan. Daarnaast zou hij rond 1730 ook als koorleider betrokken zijn geweest bij het Schottenstift.
In 1734 werd Reinhardt benoemd tot hofcomponist. Hij schreef in deze functie vooral balletten en serenades.
Reinhardt ging in 1740 met pensioen.

## Werken
Als componist schreef Reinhardt veel kerkmuziek, zoals missen en oratoria. Daarnaast schreef hij enkele opera's: La più bella (1715), L’eroe immortale (1717) en Il giudicio di Enone (1721).
Hij behoorde na de hofcomponisten Johann Joseph Fux en Antonio Caldara tot de belangrijkste componisten van kerkmuziek in Wenen. Zijn bekendheid reikte overigens ook tot buiten de stad: zijn muziek werd opgevoerd in kerken en kloosters in Oostenrijk en Bohemen en zelfs aan het Saksische hof te Dresden.